# سرخو خونی
سرخو خونی

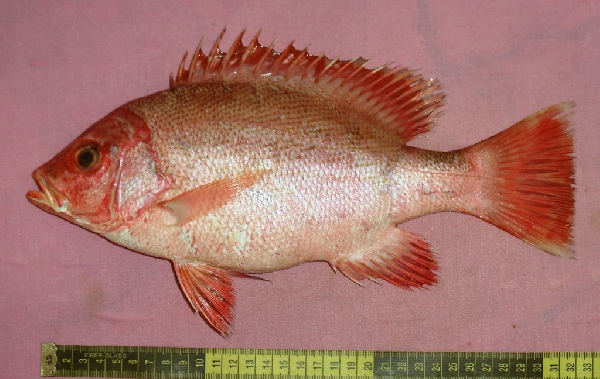
سرخو خوني

نام علمی گونه: Lutjanus erythropterus Bloch,۱۷۹۰
نام علمی مترادف: Lutjanus altifrontalis 
(Lutjanus malabaricus (non-Bloch & schneider
نام انگلیسی: Crimson snapper
نام فارسی: سرخو خونی
اندازه: حداکثر اندازه بدن به ۶۰ سانتیمتر می‌رسد. 
مشخصات: بدن مرتفع، سطح بین چشمها کاملاً برآمده، دهان میانی و دارای دندانهای تیز بر روی هر دو فک می‌باشد. باله پشتی دارای ۱۱ شعاع سخت و ۱۴ شعاع نرم و باله مخرجی دارای ۳ شعاع سخت و ۸ تا ۹ شعاع نرم و باله سینه‌ای دارای ۱۶ تا ۱۷ شعاع نرم می‌باشد. کمان آبششی اول دارای ۱۸ تا ۱۹ خار بوده و رنگ بدن قرمز خونی است. 
زیست شناسی: در آبهای کم عمق ساحلی تا عمق ۶۰ متری روی بسترهای صخره‌ای و مرجانی و سنگی زیست می‌کند، تغذیه آنها از بی مهرگان کفزی و ماهی می‌باشد. 

## نامهای مورد استفاده در جنوب ایران
وسایل صید: قلاب دستی و ترال کف.